# イソクエン酸
イソクエン酸（イソクエンさん、Isocitric acid）は、クエン酸回路を構成しており、アコニターゼによってcis-アコニット酸から生成し、イソクエン酸デヒドロゲナーゼによってα-ケトグルタル酸となる。ヒドロキシ酸のひとつでクエン酸の異性体であるのでこの名がついた。IUPAC名で 3-carboxy-2-hydroxypentane-1,5-dioic acid。基官能命名法では 1-Hydroxypropane-1,2,3-tricarboxylic acid。